# Relic Entertainment
Relic Entertainment é uma empresa de desenvolvimento de jogos eletrônicos canadense, especializada em jogos de estratégia em tempo real 3D.

## História
Relic foi fundada em Vancouver, Colúmbia Britânica, Canadá por Alex Garden e Luke Moloney em 1997. Seu primeiro empregado, Erin Daly, é contratado no mesmo ano. Seu primeiro título, Homeworld, foi lançado em 28 de setembro de 1999, com vendas bem sucedidas e críticas positivas.
Seu próximo título foi Impossible Creatures, lançado pela Microsoft em 7 de janeiro de 2003. O jogo foi bem sucedido, porém não recebeu a mesma atenção que Homeworld.
Em 3 de setembro de 2010, morre o designer de jogos Brian R. Wood de um acidente de carro próximo a Seattle.

## Lançamentos
- Homeworld (1999)
- Impossible Creatures (2003)
- Homeworld 2 (2003)
- Warhammer 40,000: Dawn of War (2004)
- Warhammer 40,000: Dawn of War: Winter Assault (2005)
- The Outfit (2006)
- Company of Heroes (2006)
- Warhammer 40,000: Dawn of War: Dark Crusade (2006)
- Company of Heroes: Opposing Fronts (2007)
- Warhammer 40,000: Dawn of War: Soulstorm (2008) (desenvolvido por Iron Lore Entertainment)
- Warhammer 40,000: Dawn of War II (2009)
- Company of Heroes: Tales of Valor (2009)
- Company of Heroes Online (2009)
- Warhammer 40,000: Dawn of War II – Chaos Rising (2010)
- Warhammer 40,000: Dawn of War II – Retribution (2011
- Warhammer 40,000: Space Marine (2011)
- Company of Heroes 2 (2013)

## Premiações
- Melhor Desenvolvedor, IGN.com - Premiação dos Melhores de 2006.[3]